# Baby Shark
«Baby Shark» (titulada en español «Tiburón bebé» o «Bebé tiburón») es una canción infantil sobre una familia de tiburones. Habiendo sido durante mucho tiempo popular como una canción de fogata, se ha popularizado desde 2016 en las redes sociales, videos en línea, y radio gracias al canal infantil de YouTube, Pinkfong.

## Orígenes
«Baby Shark» probablemente se originó en los programas de Educación Infantil Temprana. Algunas fuentes mencionan los mitos tradicionales como base, otras proceden de los campamentos a principios del siglo XX, y otras lo consideran posiblemente desarrollado por consejeros de campamentos inspirados en la película Tiburón. Se convirtió en una canción de fogata donde cada miembro de una familia de tiburones se presenta con diferentes movimientos de la mano. También varias versiones diferentes de la canción tienen a los tiburones cazando peces, comiendo a un marinero o matando a personas que luego van al cielo.
Varias entidades han sometido bajo derechos de autor los vídeos originales y las grabaciones de sonido de la canción, y algunos han hecho registrar su merchandise basado en sus versiones; sin embargo, según el The New York Times, se cree que la canción y los personajes relacionados con la canción están en el dominio público.

## Versiones en línea contemporáneas

### Versión Alemuel
Una versión de baile de "Baby Shark" se popularizó en línea en un video de YouTube de 2007 llamado "Kleiner Hai" (en alemán para Little Shark) y publicado por Alexandra Müller, también conocida por su nombre artístico, Alemuel. Esta versión se ajusta al tema de Jaws y cuenta la historia de un bebé tiburón que crece y se come a un nadador. El video ganó popularidad poco después y el sello EMI le ofreció a Alemuel un contrato de grabación, que publicó la canción acompañada de discos el 30 de mayo de 2008. El sencillo alcanzó su punto máximo en el lugar 25 de las listas de éxitos alemanes y en el lugar 21 de las listas de éxitos austriacos. Basado en el video original, la comunidad de YouTube creó un video musical popular, que es un ejemplo típico de crowdsourcing. La versión alemana de la canción sigue siendo popular entre los grupos juveniles alemanes y se han publicado múltiples variaciones (también en diferentes dialectos del alemán) desde que ganó popularidad por primera vez en 2007.

### Versión de Jhonny Only
La primera versión con arreglos propios de YouTube se puso en línea en 2011. Cambió la letra de un tono que podía ser considerado violento a una canción presentando a los integrantes de la familia.

## Versión de Pinkfong
La canción "Baby Shark" fue más popularizada por un video producido por Pinkfong, una marca de educación dentro de la empresa de medios de comunicación de Corea del Sur SmartStudy. El video original de "Baby Shark" (아기상어?, Sang-eo GajokRR, lit. 'Familia de tiburones') se subió el 26 de noviembre de 2015. Todos los videos relacionados con la canción de Pinkfong obtuvieron alrededor de 5 mil millones de visitas hasta julio de 2019, convirtiéndolo en el fenómeno de video educativo más visto de todos los tiempos.
Esta versión de la canción comienza con los compases de la Sinfonía N.º 9 de Antonín Dvořák, que recuerdan a la música de la película Jaws. La canción presenta a una familia de tiburones que cazan un banco de peces que escapan a la seguridad. Se convirtió en un video viral en Indonesia en 2017, y durante todo el año se extendió a muchos otros países asiáticos, especialmente a los del sudeste asiático. La aplicación móvil relacionada estaba entre las 10 descargas principales en la categoría de aplicaciones familiares en Corea del Sur, Bangladés, Singapur, Hong Kong e Indonesia en 2017.
A partir de julio de 2019, el video más popular de la canción "Baby Shark" (etiquetado como "Baby Shark Dance"), subido el 17 de junio de 2016, ha recibido más de 3,1 miles de millones de visitas en todo el mundo, lo que lo convierte en el octavo video más visto en YouTube. Debido a un cambio en 2012 que las listas de música de Billboard Hot 100 hicieron para dar cuenta de la audiencia en línea de los videos de YouTube, "Baby Shark" irrumpió en el Billboard Hot 100 en el puesto 32 durante la semana del 7 de enero de 2019.
Debido a su popularidad, esta versión de la canción ha provocado una moda de baile en línea (a veces llamada Baby Shark Challenge), mientras que se la cita como "la próxima gran cosa después de la dominación de Gangnam Style". A los grupos de K-pop que incluyen Girls' Generation, Twice, Red Velvet, Winner y Blackpink se les atribuye la difusión de la canción viral a través de su cobertura de la canción y el baile, específicamente en sus programas de televisión y conciertos destacados. La canción comenzó a volverse viral en el mundo occidental en agosto de 2018.
En 2019, se rumoreaba que Netflix estaba planeando una serie de televisión basada en la franquicia, pero no hay un comunicado de prensa de Netflix en este sentido, y los rumores parecen ser infundados. Pinkfong anunció intenciones de lanzar una serie animada basada en la canción en un video de YouTube lanzado en 2018; sin embargo, finalmente no se anunció una fecha específica de lanzamiento.
En noviembre de 2020 el video de YouTube se convirtió en el video más visto de dicha plataforma superando a Despacito de Luis Fonsi, con más de 7.04 mil millones de visitas. En enero de 2022 se convirtió en el primer video de YouTube en alcanzar 10 mil millones de visitas.

## Controversias
Mientras que la versión en inglés acaba de incluir a los miembros de la familia de los tiburones, la versión coreana dice que Mommy Shark es "bonita", Daddy Shark es "fuerte", la abuela Shark es "amable" y el abuelo Shark es "genial". En enero de 2018, el periódico surcoreano Kyunghyang Shinmun publicó un editorial en la portada que condenaba estas letras como sexistas.

## Listas
Listas para la versión de Pinkfong:
| Lista (2018–19)                                | Posición |
| ---------------------------------------------- | -------- |
| Australia Streaming Audio Visual Tracks (ARIA) | 40       |
| Canadá (Canadian Hot 100)                      | 39       |
| Ireland (IRMA)                                 | 22       |
| New Zealand Hot Singles (RMNZ)                 | 39       |
| Escocia (Scottish Singles Sales Chart)         | 12       |
| Sweden Heatseeker (Sverigetopplistan)          | 9        |
| Reino Unido (UK Singles Chart)                 | 6        |
| US Billboard Hot 100                           | 32       |
| US Kid Digital Songs (Billboard)               | 1        |
| US LyricFind Global (Billboard)                | 1        |

## En otros medios
En noviembre de 2019, un libro infantil con licencia oficial basado en los personajes de Pinkfong ha sido comercializado por HarperCollins, mientras que cinco libros infantiles sin licencia oficial de Pinkfong comercializados por Scholastic Corporation han vendido más de un millón de copias.

## Baby Shark's Big Show!
Baby Shark's Big Show! (en hangul, 아기상어: 올리와 윌리엄) es una serie de televisión animada coreano-estadounidense basada en la franquicia «Baby Shark» de la empresa de entretenimiento surcoreana Pinkfong. SmartStudy, la empresa matriz de Pinkfong, coproduce la serie junto con la productora estadounidense Nickelodeon Animation Studio.
En Corea del Sur, Baby Shark's Big Show! debutó en la cadena Educational Broadcasting System (EBS) el 25 de diciembre de 2020. en los Estados Unidos, se estrenó en Nickelodeon el 11 de diciembre de 2020.

#### Producción
El 5 de junio de 2019, se anunció que la serie estaba en desarrollo en Nickelodeon. 
El 7 de junio de 2020, Pinkfong anunció la serie en su cuenta oficial de Instagram. El 25 de junio, las redes sociales de Nick Jr. publicaron sobre la serie.
El 25 de junio de 2020 se anunció que Nickelodeon dio luz verde oficialmente a la serie, con un pedido de 26 episodios. El 12 de noviembre de 2020 se anunció que la serie se estrenaría el 11 de diciembre de 2020.
El 20 de julio de 2021 se anunció que Nickelodeon renovó la serie para una segunda temporada de 26 episodios, la cual se estrenó el 18 de octubre de 2022.
El 13 de junio de 2023, la serie fue renovada para una tercera temporada de 18 episodios de media hora y especiales musicales de cuatro horas de duración, que se estrenó el 17 de abril de 2024.
En 2024, la artista del guion gráfico Emily Gerich anunció que la serie terminará después de su tercera temporada.

#### Reparto
Personajes principales
- Baby Shark (voz de Kim Seo-yeong en coreano, Kimiko Glenn en inglés) es un tiburón amarillo y la protagonista principal.
- William (voz de Yeo Min-jeong en coreano, Luke Youngblood en inglés) es un pez piloto macho naranja y el mejor amigo de Brooklyn.
- Mommy Shark (voz de Moon Nam-sook en coreano, Natasha Rothwell en inglés) es un tiburón rosa.
- Daddy Shark (voz de Jeong Jae-heon en coreano, Eric Edelstein en inglés) es un tiburón azul.
- Grandma Shark (voz de Kim Eun-ah en coreano, Debra Wilson en inglés) es un tiburón naranja.
- Grandpa Shark (voz de Lee Won-chan en coreano, Patrick Warburton en inglés) es un tiburón verde.

Personajes secundarios
- Chucks (voz de Yoon Eun-seo en coreano, Alex Cazares en inglés) es un caballo de mar macho morado que es torpe.
  - Ezra (con la voz de TBA en coreano, Robbie Daymond en inglés) es el padre caballito de mar de Chucks.
  - Anya (con la voz de TBA en coreano, Georgia King en inglés) es la madrastra sospechosa de Chucks.
  - Maddie (con la voz de TBA en coreano, Sirena Irwin en inglés) es la hermanastra mayor y sospechosa de Chucks. 
    - Daphne (con la voz de TBA en coreano, Tara Strong) es el delfín amigo de Maddie, que también trabaja en la sala de juegos.
    - Neil (con la voz de TBA en coreano, JP Karliak en inglés) es el amigo de Maddie, que es un pez caléndula con un mohawk magenta oscuro.
    - Bread (con la voz de TBA en coreano, Jim Rash en inglés) es el amigo de Maddie, que es un pez verde con un sombrero rojo.
    - Butter (con la voz de TBA en coreano, Alexander Polinsky en inglés) es la amiga de Maddie, que es un pez índigo azulado con una chaqueta roja.

  - Clucks (con la voz de Fred Tatasciore)
- Vola (voz de Kim Euh-ah en coreano, Kimberly Brooks en inglés) es una pulpo hembra verde que es marimacha y ama los deportes.
  - Viv (voz de TBA en coreano, Sherry Cola en inglés) es la mamá pulpo de Vola.
  - Vera (voz de TBA en coreano, LaNisha Frederick en inglés) es la otra mamá de pulpo de Vola.
- Mason (con la voz de TBA en coreano, Teddy Walsh en inglés) es un cangrejo macho rojo].
- Goldie (voz de Kim Bona en coreano, Cole Escola en inglés) es una hembra dorada pez dorado que a menudo es vanidosa y extravagante.
  - Duchess (con la voz de Cristina Milizia) es la almeja mascota de Goldie que canta en un tono alto, en el que se sacude el suelo.
- Hank (voz de Yoon Eun-seo en coreano, Georgie Kidder en inglés) es una ballena macho azul y el más joven de los amigos de Baby.
  - Rocky es la roca mascota de Hank.
  - Sherman (con la voz de TBA en coreano, Gary Anthony Williams en inglés) es el padre ballena de Hank.
  - Jozi (con la voz de TBA en coreano, Carly Hughes en inglés) es la madrastra ballena de Hank.
  - Ashley (con la voz de TBA en coreano, Cristina Milizia en inglés) es la hermanastra ballena más joven de Hank.
  - Splashley (con la voz de TBA en coreano, Shelby Young en inglés) es la otra hermanastra ballena más joven de Hank.
  - Slobber Slug (con la voz de Fred Tatasciore) es una babosa babosa, que más adelante en el episodio "Petstravaganza" de la temporada 3 se convirtió en la mascota de Hank.
- Shadow (con la voz de Lee Sang Ho en coreano, Cristina Pucelli en inglés) es un tiburón macho gris y el archirrival de Baby. 
  - Bait (con la voz de Jeong Jae-heon en coreano, Rama Vallury en inglés) es un purple tang masculino que es uno de los compañeros de Shadow.
  - Switch (con la voz de Kim Bona en coreano, Tara Strong en inglés) es un pez ángel macho marrón que es uno de los compañeros de Shadow.
  - Shadwina (con la voz de TBA en coreano, Kirstin Dodson en inglés) es la madre de Shadow.
  - Sledge (con la voz de TBA en coreano, Antony Del Rio en inglés) es el primo del tiburón martillo de Shadow.
- Rayna Ray (voz de Yoon Eun-seo en coreano, Shelby Young en inglés) es una mantarraya hembra de color púrpura que es reportera de noticias y madre de William.
  - Barb (con la voz de TBA en coreano, Betsy Sodaro en inglés) es una productora/cámara sospechosa.
- Marty Minnow (con la voz de TBA en coreano, Griffin Puatu en inglés) es un minnow macho con gafas verdes y el líder de los pececillos.
- Mayor Anchovy (con la voz de TBA en coreano, John Michael Higgins en inglés) es el alcalde de Carnivore Cove. 
  - Flowbot 3000 (con la voz de TBA en coreano, JP Karliak en inglés) es uno de los flowbots del alcalde Anchovy en Swimmy Hall.
- Big Fin (con la voz de TBA en coreano, Nolan North en inglés) es un pez legendario que vive en Kelp Woods. 
  - Sparky (con la voz de Alex Cazares) es el tímido dragón marino mascota de Big Fin.
- Teensy Tardigrade (con la voz de Cristina Milizia) es el tardígrado mascota de Baby Shark.
- Chumby (con la voz de Fred Tatasciore) es el cerdo marino mascota de William.
- Mail Whale (con la voz de Fred Tatasciore) es una ballena repartidora.
- Ernie Urchin (con la voz de Kalo Moss en la temporada 1, Bodhi Friedman en la temporada 2) es un pilluelo tuerto.
- Squinton (con la voz de TBA en coreano, Tariq Logan en inglés) es un pequeño calamar con un tentáculo biónico, que es el mejor amigo de Ernie Urchin.
- Wallace (con la voz de TBA en coreano, Michaela Dietz en inglés) es un delfín que vive en el vecindario de Baby Shark.
- Penny Piranha (con la voz de Aria Surrec) es una piraña hembra rosada que también se pone roja cuando se enoja.
- Briny (con la voz de TBA en coreano, Vasthy Mompoint en inglés) es una ballena comerciante.
- Mr. Clownfish (con la voz de TBA en coreano, James Mathis III en inglés) es un pez payaso rojo que trabaja en una tienda de golosinas.
- Scoops (con la voz de TBA en coreano, JP Karliak en inglés) es un recogedor de pingüinos que trabaja en una heladería llamada Iceberg Valley.
- Sprinkles (con la voz de JP Karliak) es la babosa bebé mascota de Scoops.
- Bobby Gills (con la voz de TBA en coreano, Natalie Palamides en inglés)
- Aggie (con la voz de TBA en coreano, Jessica DiCicco en inglés)
- Bloop (con la voz de Kaitlyn Robrock) es una medusa que cambia de color según una emoción que siente, que vive en un planeta en el hidroespacio.
  - Bloop's Mom (con la voz de Georgie Kidder) es la madre medusa de Bloop que cambia de color según una emoción que siente y vive en un planeta en el hidroespacio.
  - Bloop's Dad (con la voz de Luke Youngblood) es el padre medusa de Bloop que cambia de color según una emoción que siente y vive en un planeta en el hidroespacio.
- Wavey Jones (con la voz de TBA en coreano, Michael Lawoye) es un pez fantasma al que le encanta bailar.
- Lannie (con la voz de TBA en coreano, Chloe Fineman en inglés) es un tiburón linterna que es amigo de Baby Shark.
- Mariana (con la voz de TBA en coreano, Carolina Ravassa en inglés) es una megalodón hembra de color burdeos.
- Package Pirates son una tripulación pirata. 
  - Captain Bubblebeard (con la voz de TBA en coreano, Raúl Ceballos en inglés)
  - Primer oficial (con la voz de TBA en coreano, Nolan North en inglés)
  - Bucky (con la voz de TBA en coreano, Jeff Bennett en inglés)

Antagonistas
- Vigo (con la voz de TBA en coreano, Andrew Morgado en inglés) es un calamar villano que siempre está tratando de apoderarse de Carnivore Cove. 
  - Costello (con la voz de TBA en coreano, Alexander Polinsky en inglés) es un pez que es asistente y secuaz de Vigo.
  - Seagore (con la voz de Fred Tatasciore) es el jabalí marino mascota de Vigo, que es malvado.
- Srimpress Werma (con la voz de TBA en coreano, Audrey Wasilewski en inglés) es una villana sin extremidades que roba delicias como helado de Iceberg Valley y todos los Chum Yums de cada pescado e incluso hasta el último Chum Yum del Sr. Tienda de golosinas del pez payaso.
- Bentley Barracuda (con la voz de TBA en coreano, Jim Rash en inglés) es una barracuda presumida.
  - Niles (con la voz de Jeff Bennett) es el cangrejo mascota de Bentley Barracuda.
- TBA Named Pirate Crew son los enemigos piratas del Package Pirate.
  - Captain Barnaclebeard (con la voz de TBA en coreano, Fred Tatasciore en inglés) es el enemigo pirata del Captain Bubblebeard.
  - Second Mate (con la voz de TBA en coreano, Georgie Kidder en inglés) es el enemigo pirata del First Mate.
  - Becky (con la voz de TBA en coreano, Carolina Ravassa en inglés) es la némesis pirata de Bucky.
- Sea Dragon (con la voz de Alex Cazares) es un dragón marino.
- Keith (con la voz de Cole Escola)

#### Episodios
| Temporada | Temporada | Episodios | Episodios          | Emisión original        | Emisión original        | Emisión original |
| Temporada | Temporada | Episodios | Episodios          | Primera emisión         | Última emisión          | Cadena           |
| --------- | --------- | --------- | ------------------ | ----------------------- | ----------------------- | ---------------- |
|           | 1         | 34        | 34                 | 11 de diciembre de 2020 | 6 de marzo de 2023      | Nickelodeon      |
|           | 2         | 35        | 29                 | 18 de octubre de 2022   | 21 de diciembre de 2023 | Nickelodeon      |
| 6         | 2         | 35        | 8 de abril de 2024 | 16 de abril de 2024     | Nick Jr.                |                  |
|           | 3         | 22        | 22                 | 17 de abril de 2024     | Nick Jr.                | —                |

### Temporada 1 (2020-2023)
| N.º | Título                                                | Fecha de emisión en los Estados Unidos | Fecha de emisión en Corea del Sur               | Código de prod. | Audiencia (millones) |
| --- | ----------------------------------------------------- | -------------------------------------- | ----------------------------------------------- | --------------- | -------------------- |
| 1   | «All I Want for Fishmas»                              | 11 de diciembre de 2020                | 25 de diciembre de 2020                         | 101             | 0.72                 |
| 2   | «Baby Tooth»«Slobber Slug»                            | 26 de marzo de 2021                    | 4 de septiembre de 202124 de septiembre de 2021 | 103             | 0.53                 |
| 3   | «Fish Friends Forever»                                | 2 de abril de 2021                     | 24 de septiembre de 2021                        | 102A            | 0.37                 |
| 4   | «Jelly Pox»                                           | 6 de marzo de 2023                     | 2 de septiembre de 2021                         | 102B            | TBD                  |
| 5   | «Super-Shark»                                         | 9 de abril de 2021                     | 24 de septiembre de 2021                        | 104A            | 0.33                 |
| 6   | «William vs. Wild»                                    | 16 de abril de 2021                    | 24 de septiembre de 2021                        | 104B            | 0.33                 |
| 7   | «Live from the Shark House»                           | 23 de abril de 2021                    | —                                               | 998             | 0.41                 |
| 8   | «Get Your Game On»                                    | 7 de mayo de 2021                      | —                                               | 999             |                      |
| 9   | «Legendary Loot»«Yup Day»                             | 18 de junio de 2021                    | 24 de septiembre de 2021                        | 105             | 0.43                 |
| 10  | «When You Wish Upon a Fish»                           | 25 de junio de 2021                    | 3 de octubre de 2021                            | 106A            | 0.36                 |
| 11  | «Shark-Off»                                           | 2 de julio de 2021                     | 3 de octubre de 2021                            | 106B            | 0.32                 |
| 12  | «Baby Mayor»                                          | 9 de julio de 2021                     | —                                               | 108A            | 0.36                 |
| 13  | «The Show Must Flow On»«Detective Baby Shark»         | 16 de julio de 2021                    | 8 de octubre de 2021                            | 107             | 0.32                 |
| 14  | «Sink of Swim»                                        | 23 de julio de 2021                    | —                                               | 108B            | 0.31                 |
| 15  | «Teensy the Tardigrade»                               | 30 de julio de 2021                    | —                                               | 109B            | 0.48                 |
| 16  | «Captain Kelp»                                        | 6 de agosto de 2021                    | —                                               | 109A            | 0.56                 |
| 17  | «Shadowland»«Medieval Tides»                          | 10 de septiembre de 2021               | —                                               | 110             | 0.47                 |
| 18  | «Daddyshack»«Rocky-Bye»                               | 8 de octubre de 2021                   | —                                               | 112             | 0.37                 |
| 19  | «Baby Shark's Haunted Halloween»«Wavey Jones Locker»  | 20 de octubre de 2021                  | —                                               | 111             | 0.35                 |
| 20  | «Rainy Day Roundup»«Deep Goo Sea»                     | 12 de noviembre de 2021                | —                                               | 113             | 0.26                 |
| 21  | «Snowball Bonanza»«The Present»                       | 9 de diciembre de 2021                 | —                                               | 115             | 0.27                 |
| 22  | «Shark Strength»«Good Trouble»                        | 21 de enero de 2022                    | —                                               | 116             | 0.35                 |
| 23  | «Coach Grandma»«Busy Baby»                            | 7 de febrero de 2022                   | —                                               | 114             | 0.33                 |
| 24  | «Best Fin-Ship Day»«The Great Shake Cast»             | 14 de febrero de 2022                  | —                                               | 117             | 0.25                 |
| 25  | «Shark Prank»«Lagoon Lemonade»                        | 1 de abril de 2022                     | —                                               | 121             | 0.29                 |
| 26  | «The Seaweed Sway»«Flow Bros»                         | 15 de abril de 2022                    | —                                               | 119             | 0.38                 |
| 27  | «A Shark Day's Night»«Bad Hank»                       | 22 de abril de 2022                    | —                                               | 120             | 0.35                 |
| 28  | «Operation Happy Mommies»«Buds at First Bite»         | 6 de mayo de 2022                      | —                                               | 123             | 0.22                 |
| 29  | «A Tail of Two Fathers»«Welcome Wagon»                | 17 de junio de 2022                    | —                                               | 125             | 0.26                 |
| 30  | «Willam Manta: News Fish»«Sleeping Like a Baby Shark» | 22 de julio de 2022                    | —                                               | 118             | 0.30                 |
| 31  | «The Lost Jelly»«The Coral Dilemma»                   | 29 de julio de 2022                    | —                                               | 122             | 0.28                 |
| 32  | «The Masked Fishy»                                    | 26 de septiembre de 2022               | —                                               | 126A            | 0.27                 |
| 33  | «The Best Friends Game»                               | 27 de septiembre de 2022               | —                                               | 126B            | —                    |
| 34  | «A Mall Whale Tale»                                   | 28 de septiembre de 2022               | —                                               | 124A            | 0.18                 |
| 35  | «Swimming With the Sharks»                            | 29 de septiembre de 2022               | —                                               | 124B            | 0.20                 |

### Temporada 2 (2022-2024)
| N.º | Título                                             | Fecha de emisión en los Estados Unidos | Fecha de emisión en Corea del Sur | Código de prod. | Audiencia (millones) |
| --- | -------------------------------------------------- | -------------------------------------- | --------------------------------- | --------------- | -------------------- |
| 1   | «The Treat Goblin»«Baby Super Shark»               | 18 de octubre de 2022                  | —                                 | 204             | 0.16                 |
| 2   | «Fort Fin-ship»«Water Buggin»                      | 4 de noviembre de 2022                 | —                                 | 201             | 0.23                 |
| 3   | «Fishtival of Lights»«Shadow on Ice»               | 2 de diciembre de 2022                 | —                                 | 207             | —                    |
| 4   | «The Secret Password»                              | 12 de diciembre de 2022                | —                                 | 203A            | 0.13                 |
| 5   | «Monday Funday»                                    | 13 de diciembre de 2022                | —                                 | 203B            | 0.12                 |
| 6   | «Best in Flow»                                     | 14 de diciembre de 2022                | —                                 | 202A            | 0.14                 |
| 7   | «Blizzard Wizard»                                  | 15 de diciembre de 2022                | —                                 | 202B            | 0.18                 |
| 8   | «Extreme Dodge Bubble»«The Lost Tickets»           | 6 de enero de 2023                     | —                                 | 205             | 0.18                 |
| 9   | «Tour Fishies»«Sorry, Not Sorry»                   | 13 de enero de 2023                    | —                                 | 206             | 0.14                 |
| 10  | «The Lucky Necklace»«Vigo's Surprise»              | 20 de enero de 2023                    | —                                 | 208             | 0.16                 |
| 11  | «Call Me Billiam»«The Finship Trap»                | 27 de enero de 2023                    | —                                 | 209             | 0.23                 |
| 12  | «Splish Splashketball»«The Slug Hank Redemption»   | 17 de marzo de 2023                    | —                                 | 211             | 0.14                 |
| 13  | «The Trouble with Bunny Slugs»«Life with Chumby»   | 9 de junio de 2023                     | —                                 | 213             | 0.17                 |
| 14  | «Shark House Rock»«Toothpaste Tumble»              | 16 de junio de 2023                    | —                                 | 210             | 0.15                 |
| 15  | «Washed Up»«2 Cool 4 Rules»                        | 23 de junio de 2023                    | —                                 | 214             | 0.17                 |
| 16  | «Fishy Force»«Superhero Training Day»              | 18 de septiembre de 2023               | —                                 | 221             | 0.12                 |
| 17  | «Findependence Day»«Costello Quits»                | 25 de septiembre de 2023               | —                                 | 222             | 0.16                 |
| 18  | «Saltwater Studios»«Sand Crabby»                   | 4 de diciembre de 2023                 | —                                 | 226             | 0.11                 |
| 19  | «FLOWMO»«Fishy Scouts»                             | 5 de diciembre de 2023                 | —                                 | 224             | —                    |
| 20  | «Finloose»«Operation Ernie»                        | 6 de diciembre de 2023                 | —                                 | 225             | —                    |
| 21  | «Picture Imperfect»«The Fishy Friends Talent Show» | 7 de diciembre de 2023                 | —                                 | 212             | —                    |
| 22  | «Doctor Drama»                                     | 11 de diciembre de 2023                | —                                 | 215A            | 0.13                 |
| 23  | «The White Whale»                                  | 12 de diciembre de 2023                | —                                 | 215B            | 0.12                 |
| 24  | «Sherman in the Middle»                            | 13 de diciembre de 2023                | —                                 | 216A            | —                    |
| 25  | «Smoothie Day»                                     | 14 de diciembre de 2023                | —                                 | 216B            | 0.15                 |
| 26  | «Finterstellar»                                    | 18 de diciembre de 2023                | —                                 | 217A            | 0.15                 |
| 27  | «Goldie's Greatest Role»                           | 19 de diciembre de 2023                | —                                 | 217B            | 0.10                 |
| 28  | «Deep Dark Disco»                                  | 20 de diciembre de 2023                | —                                 | 218A            | 0.17                 |
| 29  | «Finception»                                       | 21 de diciembre de 2023                | —                                 | 218B            | 0.18                 |
| 30  | «Old Shark Bride»                                  | 8 de abril de 2024                     | —                                 | 219A            | —                    |
| 31  | «Swimming Solo»                                    | 9 de abril de 2024                     | —                                 | 219B            | —                    |
| 32  | «The Freeze Out»                                   | 10 de abril de 2024                    | —                                 | 220A            | —                    |
| 33  | «The Crystal Core Conundrum»                       | 11 de abril de 2024                    | —                                 | 220B            | —                    |
| 34  | «Funny Fish»                                       | 15 de abril de 2024                    | —                                 | 223A            | —                    |
| 35  | «Club Cool»                                        | 16 de abril de 2024                    | —                                 | 223B            | —                    |

### Temporada 3 (2024-2025)
| N.º | Título                                       | Fecha de emisión en los Estados Unidos | Fecha de emisión en Corea del Sur | Código de prod. | Audiencia (millones) |
| --- | -------------------------------------------- | -------------------------------------- | --------------------------------- | --------------- | -------------------- |
| 1   | «The Danceathon»                             | 17 de abril de 2024                    | —                                 | 301A            | —                    |
| 2   | «What Goes Up»                               | 18 de abril de 2024                    | —                                 | 301B            | —                    |
| 3   | «Goldie's Fintuition»                        | 22 de abril de 2024                    | —                                 | 302A            | —                    |
| 4   | «Raising Remy»                               | 23 de abril de 2024                    | —                                 | 302B            | —                    |
| 5   | «The Cutie Pirate»                           | 24 de abril de 2024                    | —                                 | 303A            | —                    |
| 6   | «Hotel Shark»                                | 25 de abril de 2024                    | —                                 | 303B            | —                    |
| 7   | «Swim Break»«The Lost Remote»                | 27 de mayo de 2024                     | —                                 | 306             | —                    |
| 8   | «The Time Capsule»«Petstravaganza»           | 22 de julio de 2024                    | —                                 | 304             | —                    |
| 9   | «Goldie's Understudies»«One Little Peek»     | 23 de julio de 2024                    | —                                 | 305             | —                    |
| 10  | «Best Finemies»«Dinner with Bentley»         | 24 de julio de 2024                    | —                                 | 307             | —                    |
| 11  | «Lannie's Lights»«Assembly Required»         | 25 de julio de 2024                    | —                                 | 308             | —                    |
| 12  | «Whale Songs»«Tell-Tale Scooter»             | 29 de julio de 2024                    | —                                 | 309             | —                    |
| 13  | «Ice Ice Vola»                               | 30 de julio de 2024                    | —                                 | 310A            | —                    |
| 14  | «Do or Diary»                                | 31 de julio de 2024                    | —                                 | 310B            | —                    |
| 15  | «The Power Swap»Shore Square»                | 7 de enero de 2025                     | —                                 | 311             | —                    |
| 16  | «Blizz's Big Bite»Friend of a Friend»        | 8 de enero de 2025                     | —                                 | 312             | —                    |
| 17  | «Daddy's Favorite»The Goldie Standard»       | 9 de enero de 2025                     | —                                 | 313             | —                    |
| 18  | «The Nice Off»Substitute Toothfish Fairy»    | 10 de enero de 2025                    | —                                 | 314             | —                    |
| 19  | «The William Manta Show»The Musical Mystery» | 11 de enero de 2025                    | —                                 | 315             | —                    |
| 20  | «Meet the Web Wubs»Invinci-bubble»           | 12 de enero de 2025                    | —                                 | 316             | —                    |
| 21  | «Holders Keepers»The Nickname King»          | 13 de enero de 2025                    | —                                 | 317             | —                    |
| 22  | «Guiding Grandma»The Nautical Night Fair»    | 14 de enero de 2025                    | —                                 | 318             | —                    |

#### Cortometrajes
| N.º | Título                  | Fecha de emisión original | Código de prod. |
| --- | ----------------------- | ------------------------- | --------------- |
| 1   | «Crumb of a Clue»       | 26 de febrero de 2021     | 101             |
| 2   | «The Bunny Slug»        | 26 de febrero de 2021     | 102             |
| 3   | «Operation Cool Quest»  | 26 de febrero de 2021     | 103             |
| 4   | «No Time for Time Out»  | 26 de febrero de 2021     | 104             |
| 5   | «Knock it Off»          | 26 de febrero de 2021     | 105             |
| 6   | «Goldie's Lock»         | 14 de mayo de 2021        | 106             |
| 7   | «Chore Song»            | 21 de mayo de 2021        | 107             |
| 8   | «Mommy Works From Home» | 28 de mayo de 2021        | 108             |
| 9   | «Luck of the Claw»      | 4 de junio de 2021        | 109             |
| 10  | «Hide in Hund»          | 11 de junio de 2021       | 110             |

#### Película (2023)
| Título                    | Fecha de emisión en los Estados Unidos | Fecha de emisión en Corea del Sur | Código de prod. | Audiencia (millones) |
| ------------------------- | -------------------------------------- | --------------------------------- | --------------- | -------------------- |
| «Baby Shark's Big Movie!» | 8 de diciembre de 2023                 | —                                 | —               | 0.14                 |

### Película
El 20 de julio de 2021, se anunció que Pinkfong y Nickelodeon estaban desarrollando una película Baby Shark. En marzo de 2022, se anunció que la película estaba en desarrollo para su estreno en 2023 en Paramount+.  El 4 de agosto se publicó el título de la película,  Baby Shark's Big Movie!, y se anunció la trama, junto con un estreno para las fiestas navideñas de 2023. 

El 14 de noviembre de 2023, se anunció que la película se estrenaría el 8 de diciembre de 2023 tanto en Nickelodeon como en Paramount+. Además de los actores de voz principales, el elenco de voces está formado por Ashley Tisdale, Aparna Nancherla, Ego Nwodim, Chloe Fineman, Enhypen, Lance Bass, Cardi B, Offset y sus hijos Kulture y Wave.